# アルトゥーロ・ロドリゲス
アルトゥーロ・フアン・ロドリゲス・ペレス＝レベルテ (Arturo Juan Rodríguez Pérez-Reverte 1989年4月30日 - ) は、スペイン王国ムルシア州カルタヘナ出身のサッカー選手。リーガ・エスパニョーラ・CEサバデル所属のフォワード。

## 経歴
リーガ・エスパニョーラ3部、4部のクラブを経て、2014年にセグンダ・ディビシオンのコルドバCFに移籍。スコットランドのダンディーFC等へのレンタル移籍を経て、2016年7月13日にFCカルタヘナに移籍。2017年にUCAMムルシアへ加入。2018年、CEサバデルに移籍。